# Antiche mura di Durazzo

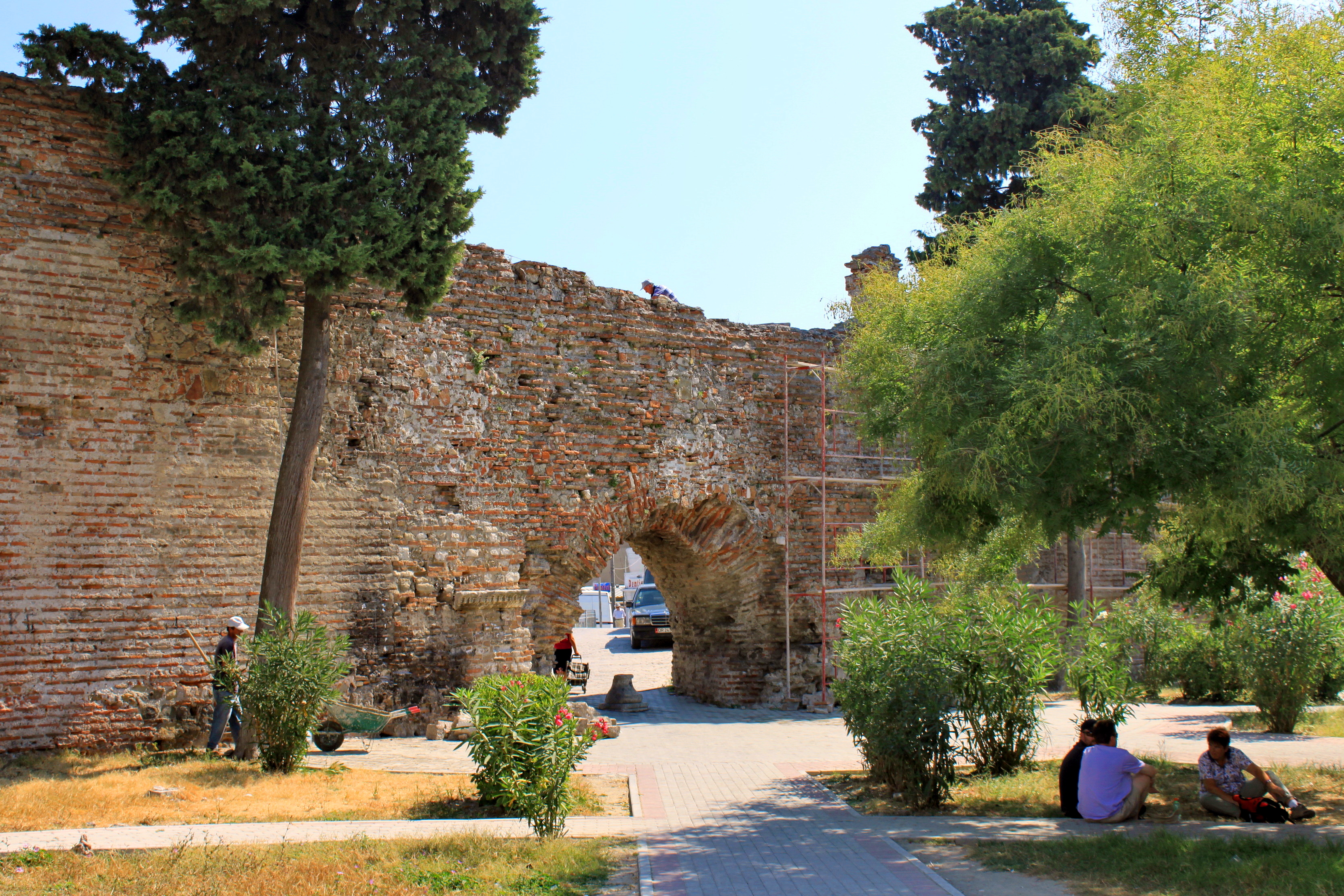
Le antiche mura di Durazzo

Le antiche mura di Durazzo sono antiche mura fortificate in Albania.
Furono costruite dal III al V secolo d.C. dai Bizantini per proteggere la città di Durazzo da possibili invasioni di conquistatori stranieri. Le mura attraggono molti turisti ogni anno.